# Ius regale montanorum

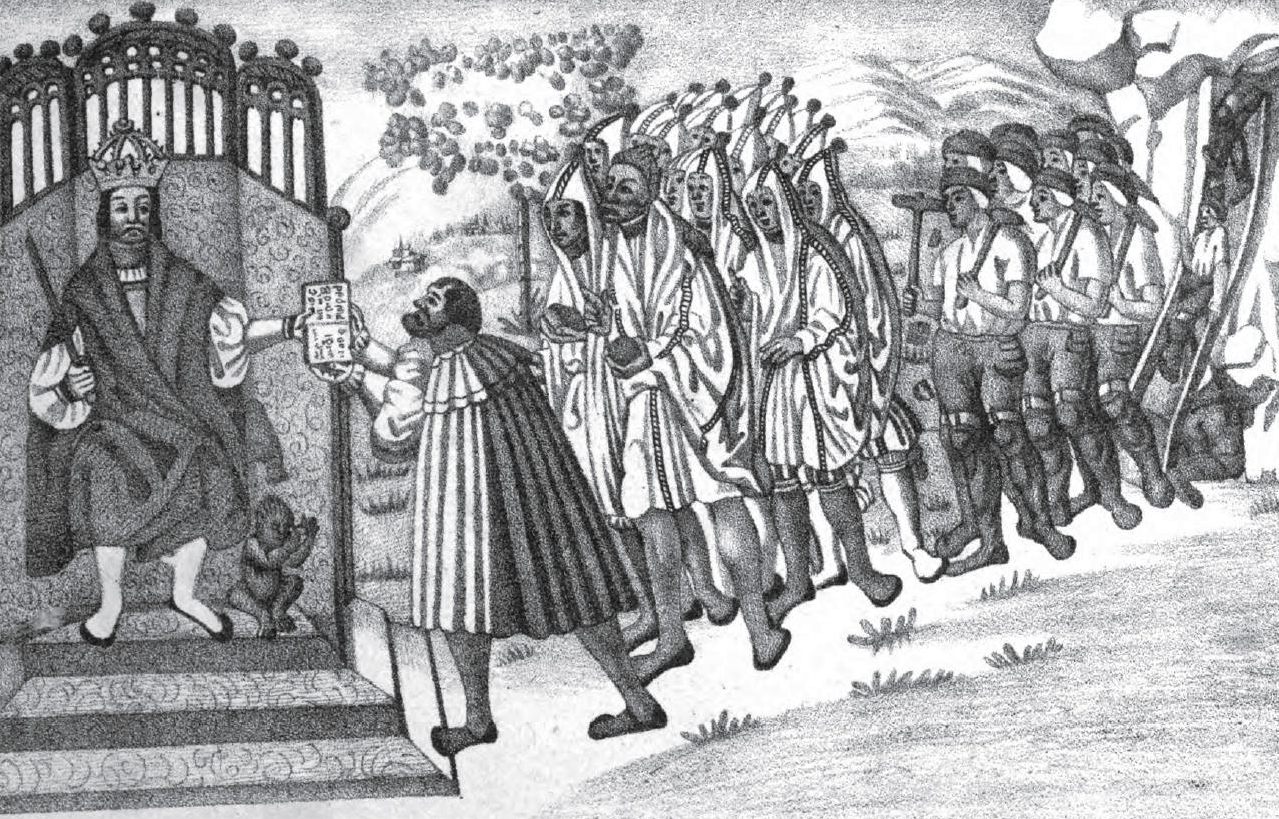
Václav II. vydává v Kutné Hoře horní řád (kresba z díla Kašpara Šternberka "Umrisse einer Geschichte des Bergbaus und der Berggesetzgebung des Königreichs Böhmen", sv. 2. Praha 1838)

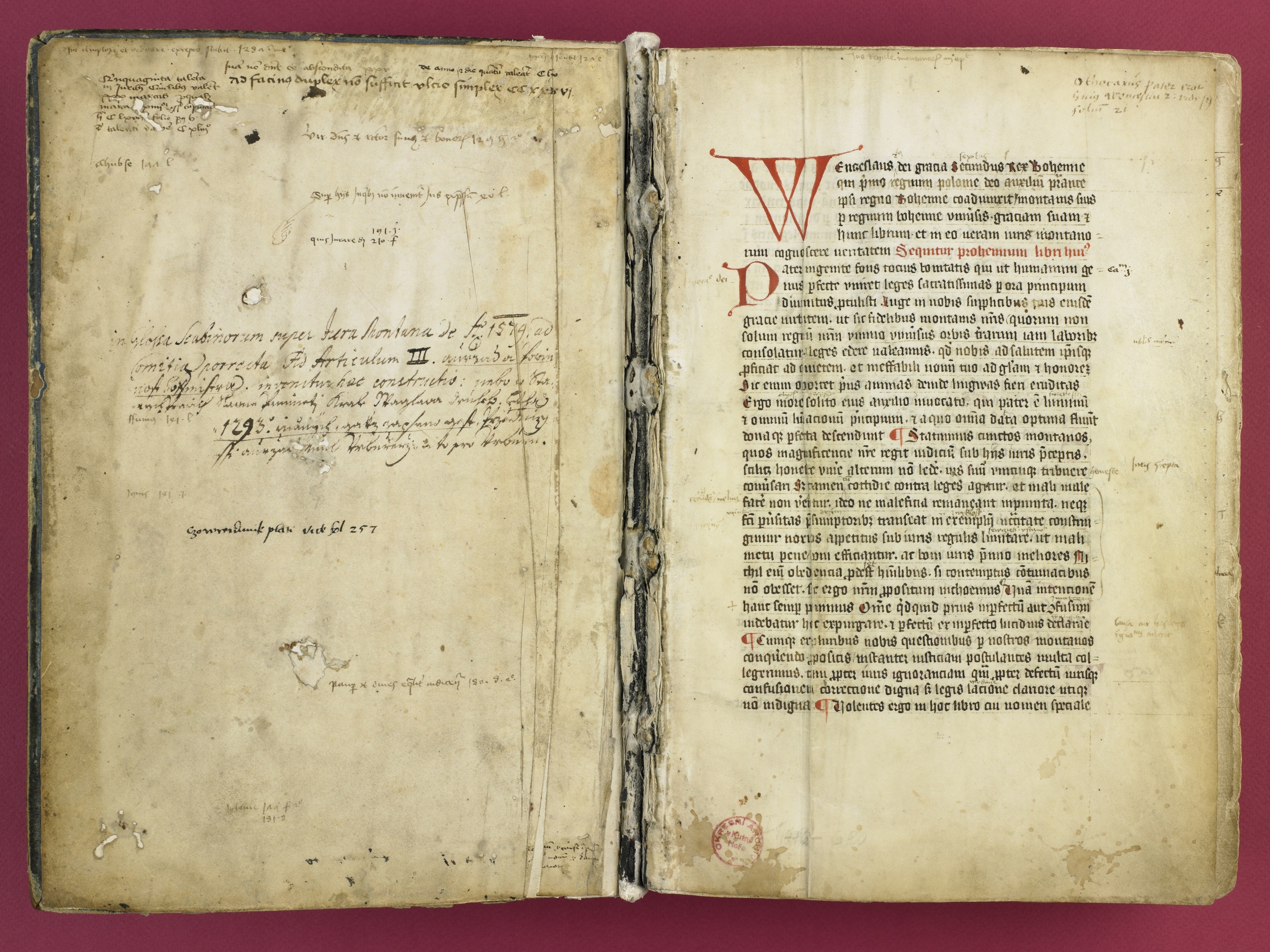
Opis zákoníku Ius regale montanorum z roku 1410 (SOkA Kutná Hora)

Ius regale montanorum (česky Právo královské horníků, resp. Královské horní právo, starší češtinou Právo královské hornikuov či Právo královské horničie), známý také jako Constitutiones iuris metallici, byl horní zákoník a mincovní reforma vydaná v roce 1300 králem Václavem II.
Zákoník je psán latinsky a skládá se ze čtyř knih. První pojednává o osobách v hornictví, druhá a třetí o horách a čtvrtá o soudech.
Zákoník upravoval podmínky pro těžbu a zpracování stříbra. Například přesně stanovil podíl krále na těžbě a ražbě stříbra či zavedl novou minci Pražský groš. Obsahoval také pravidla k zajištění bezpečnosti práce, předpisy o výplatě mezd, délce pracovní doby a také protikoaliční předpisy, zakazující horníkům a kovářům samostatně se organizovat ve spolcích.
Tento zákoník, vydaný za pomoci právníků z Itálie (hlavní podíl na vytvoření zákoníku měl Gozzius z Orvieta), byl na svou dobu velice pokrokový. Vycházel ze starších horních zákonů, především z jihlavských, ale výrazně je reformoval mj. také podle římského práva a nových zkušeností. Zákoník byl díky svým ustanovením, jež zatím neměla obdoby, přeložen do mnoha jazyků a byl používán v mnoha zemích světa. V 16. století došlo k značnému omezení jeho právní relevance, zejména v souvislosti s vydáním jáchymovského řádu roku 1548. Přesto si v několika historicky s ním spjatých revírech nadále udržel významné postavení, byl několikrát reformován (naposledy ve větším rozsahu roku 1604 Rudolfem II.)  a praxi některých horních úřadů sloužil až do 19. století. V zemích Koruny české tak Ius regale montanorum ztratilo svou platnost až v roce 1854, kdy byl vydán nový rakouský horní zákoník.
Nejstarší souhrnný německý překlad zákoníku vznikl v letech 1406–1407 zásluhou jihlavského písaře Jana z Gelnhausenu. Do češtiny pak byl přeložen později v průběhu 15. století. Poprvé jej do češtiny přeložil Petr Přespole v roce 1460.
V roce 2000 se k výročí 700 let od vydání zákoníku a provedení reformy konalo v Kutné Hoře pásmo akcí (probíhající od dubna do září), složené z událostí kulturního i vědeckého charakteru (koncerty, konference, otevření památek a muzejních expozic apod.).

## Edice
- JIREČEK, Hermenegild. Codex juris Bohemici. Svazek I. Praha: [s.n.], 1867. Dostupné v archivu pořízeném dne 2015-06-23. Kapitola Jus regale montanorum, s. 265–435. (latina, čeština) Archivováno 23. 6. 2015 na Wayback Machine.
- ZYCHA, Adolf. Das böhmische Bergrecht des Mittelalters auf der Grundlage des Bergrechts von Iglau. Berlin: [s.n.], 1900. (němčina)
- BÍLEK, Jaroslav. Ius regale montanorum: Právo královské horníkuov. Kutná Hora: [s.n.], 1978.